# 虚ろなリアル 〜Lay your hands on me, baby〜
「虚ろなリアル 〜Lay your hands on me, baby〜」（うつろなリアル レイ・ユア・ハンズ・オン・ミー・ベイビー）はPEARLのシングル。

## 作品概要
アルバム『PEARL』からのリカット。テレビ朝日『アッコの泣かしたろか!?』エンディング・テーマ。カップリング「Everybody tears 〜すべての矛盾を愛せ〜」はテレビ東京系『モデルファクトリー』エンディング・テーマ。

## 批評
『CDジャーナル』は表題曲を「PEARLの持つメロウなセンスが活かされた」と、カップリング「Long Time 〜夢は夢のまま〜」を「ぶっといアメリカン・ロック・サウンド」と評した。

## 収録曲
1. 虚ろなリアル 〜Lay your hands on me, baby〜
作詞：田村直美　作曲：田村直美・Joey Carbone
2. Everybody tears 〜すべての矛盾を愛せ〜
作詞：田村直美　作曲：田村直美・北島健二・Joey Carbone
3. Long Time 〜夢は夢のまま〜
作詞：田村直美　作曲：Carmine Appice